# Hellsö strömmen
Hellsö strömmen är ett sund i Kökar på Åland. Sundet ligger norr om byn Hellsö. Genom sundet går den 5,2 meter djupa farleden mellan Kökar och Norrharu.